# Où je vais (chanson)
Singles de Amel Bent
Vivre ma vie
(2008) Le Mal de toi
(2010)
Clip vidéo
[vidéo] « Où je vais », sur YouTube
Où je vais est un single d'Amel Bent et également le premier titre de son troisième album Où je vais, sorti le 12 octobre 2009. Le compositeur est Jérôme Sebag et les co-auteurs sont Amel Bent, Tunisiano et Jérôme Sebag.

## Clip vidéo
Le clip commence avec Amel Bent dans sa chambre en train de chanter devant son miroir. On voit sa mère souriante de voir sa fille chanter. Puis la deuxième partie du clip montre Amel Bent dans une salle de classe chantant pendant le cours. 
La troisième partie du clip montre Amel en coulisse où elle se fait maquiller et puis elle chante en concert. Le clip se termine avec la mère qui vient hurler sur sa fille car le son de la musique est trop fort.

## Liste des titres
Toutes les chansons sont écrites et composées par Amel Bent, Tunisiano et Jérôme Sebag.
| 1. | Où je vais (Radio Edit)    | 3:44 |
| 2. | Où je vais (version album) | 4:28 |

## Classements hebdomadaires
| Classement (2009-10)                    | Meilleure position |
| --------------------------------------- | ------------------ |
| Belgique (Wallonie Ultratop 50 Singles) | 23                 |
| Belgique (Wallonie Ultratop 50 Airplay) | 4                  |
| France (SNEP Téléchargements)           | 4                  |